# チュオン・ナート辞典
チュオン・ナート辞典は、1967年、1968年に二巻本として出版された『カンボジア語辞典 第5版』の通称である。半世紀以上にわたり最高の国語辞典として愛用されている。

## 編纂の経緯

編纂の中心人物チュオン・ナート

カンボジア語の辞典は当初、フランス語との対訳辞典ばかりが作成された。国語辞典の編纂は1915年に国王の命で開始され、1938年に初版が出版される。その後改訂が重ねられたが、特に1967年、1968年に二巻本として出版された第5版は、編纂の中心人物であった上座仏教モハニカイ派の僧王チュオン・ナートの名をとって「チュオン・ナート辞典」と呼ばれるようになった。なお、チュオン・ナートは、フランス語を使用していた教育や行政の語彙を本来のカンボジア語の語彙で造語して置き換える運動「ケマラジアナカム」の支持者であり、独立後のカンボジアにおける国語の重要性を説いていた。
チュオン・ナートが死去したのち、カンボジアでは内戦が勃発して教育や文化が否定され、辞典の編纂は進まなかった。内戦終結後も新しい辞典の作成は進まず、チュオン・ナート辞典は出版後40年経っても利用されることとなった。
ただし、1983年には一巻にまとめられたチュオン・ナート辞典の復刻版が、1989年には再復刻版が出版されている。これは、1980年代に日本人研究者が結成したカンボジア仏教復刊救援会が、日本国内で保管されていたカンボジア関連資料を復刻したためである。上田広美は2023年の論稿にて「カンボジアで市販されているこの国語辞典は再復刻版のコピーであり、日本の援助で復刻されたことを記した日本語の頁もコピーされている」と指摘している。

## 評価
上田広美はチュオン・ナート辞典について「半世紀以上にわたり最高の国語辞典として人々に愛用されている」「インド系の固有の文字であるカンボジア文字は、一般のパソコンで扱うことが容易ではなく、校正や並べ替えなどは自前のプログラムを組むか手作業に頼るしかない。入力ミスのない出版物を探す方がむずかしく、最大の部数をほこる日刊紙の校正室でも、数名の校正係がチュオン・ナート辞典を頼りに作業をしている」と述べている。